# Siegfried Mureșan

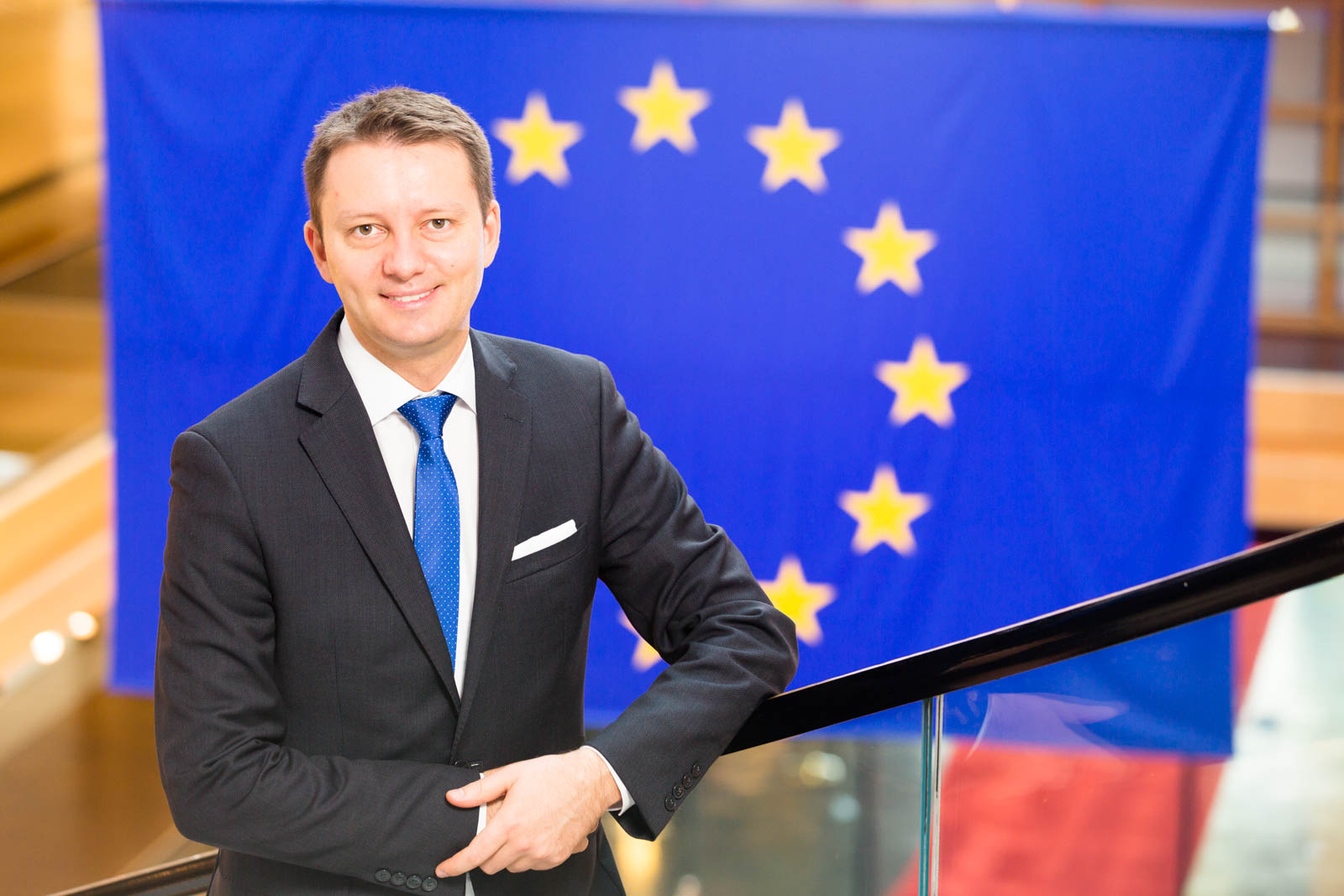
Siegfried Mureșan im Europäischen Parlament in Straßburg

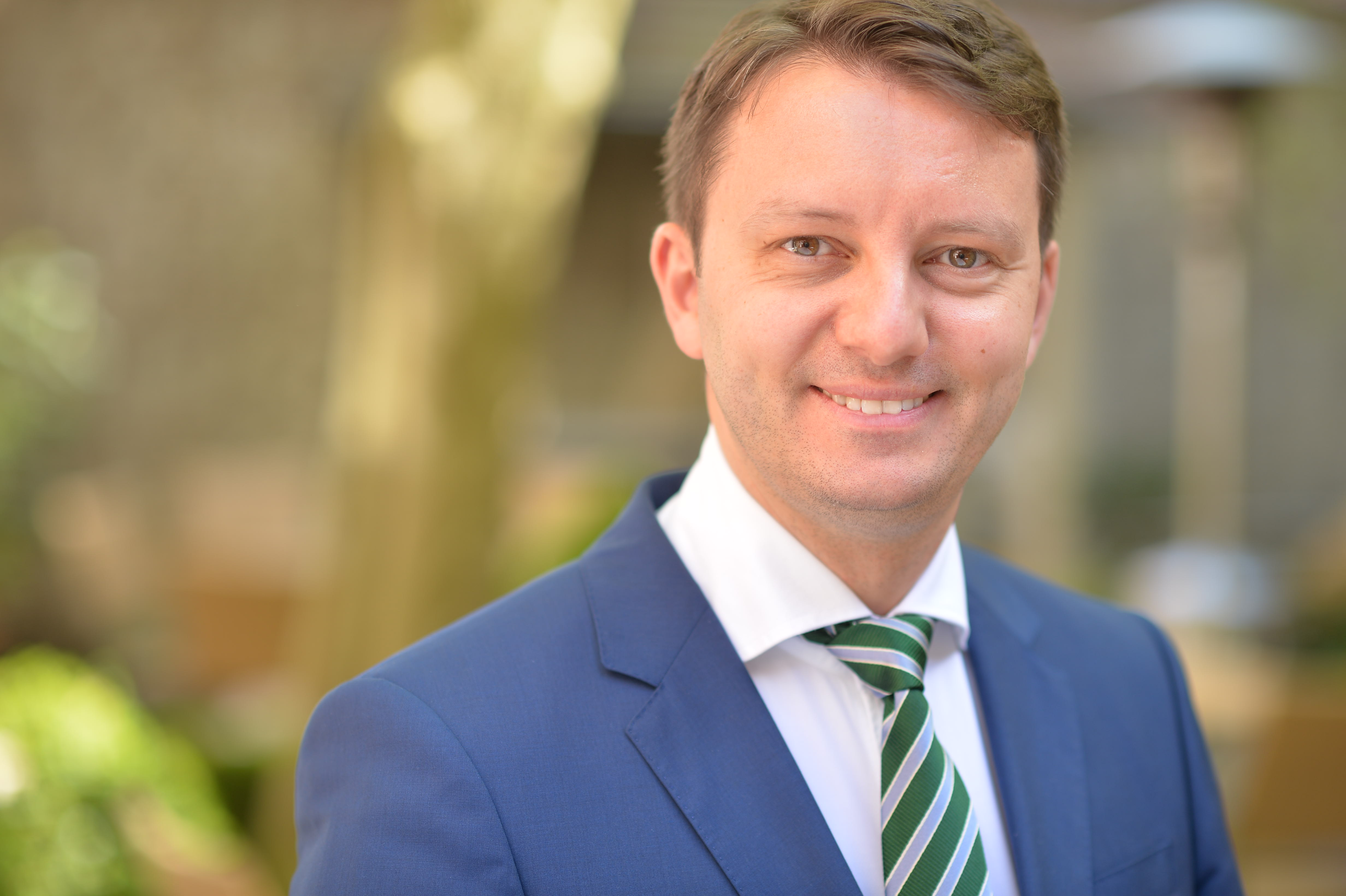
Europaabgeordneter Siegfried Mureșan

Siegfried Mureșan (* 20. September 1981 in Hunedoara, Rumänien) ist ein rumänischer Ökonom und Politiker. Seit der Europawahl 2014 ist er Mitglied des Europäischen Parlaments. Er ist Mitglied der Nationalen Liberalen Partei Rumäniens (Partidul Național Liberal).

## Ausbildung
Mureșan hat an der Akademie für Wirtschaftsstudien Bukarest studiert und dort 2004 sein Diplom erhalten. Anschließend hat er einen Master in Ökonomie und Management an der Humboldt-Universität Berlin im Jahr 2006 abgeschlossen.

## Beruflicher Werdegang
2006 erhielt Mureșan ein Stipendium des Deutschen Bundestages und wurde in das Internationale Praktikantenprogramm des Bundestages aufgenommen. Anschließend war er bis September 2009 als Mitarbeiter des Vorsitzenden des Ausschusses für die Angelegenheiten der Europäischen Union des Deutschen Bundestages, Gunther Krichbaum (CDU), tätig. Zwischen September 2009 und Februar 2011 arbeitete er im Europäischen Parlament. Im März 2011 wurde Mureșan Berater für wirtschaftliche und soziale Angelegenheiten der Europäischen Volkspartei (EVP). Im Januar 2014 wurde er leitender wirtschaftspolitischer Berater der EVP.

## Politischer Werdegang
Im März 2014 wurde er Mitglied der rumänischen Partei der Volksbewegung (PMP) und kandidierte auf deren Listen für die Europawahl (Listenplatz 2). Bei der Europawahl vom 25. Mai 2014, wurde er zum Mitglied des Europäischen Parlaments gewählt, wo er stellvertretender Vorsitzender des Haushaltsausschusses ist. Mureșan ist auch stellvertretendes Mitglied im Wirtschafts- und Währungsausschuss und Mitglied der Delegation für die parlamentarische Kooperation der Europäischen Union mit der Republik Moldau. Im Januar 2015 gab der Vorsitzende der Europäischen Volkspartei, Joseph Daul, Mureșans Nominierung als Pressesprecher der Europäischen Volkspartei (EVP) bekannt.
Am 7. Mai 2018 tritt er der Nationalen Liberalen Partei Rumäniens bei (Partidul Național Liberal).

## Erster Bericht im Europäischen Parlament
Mureșans erster Bericht als Mitglied des Europäischen Parlamentes hat die Nutzung von 3.570.000 EUR EU-Fördermittel für die Unterstützung der entlassenen Mitarbeiter von Mechel Steel Plant in Câmpia Turzii vorhergesehen. Der Bericht wurde im September 2014 mit breiter Mehrheit vom Plenum des Europäischen Parlaments angenommen.

## Verhandlungsführer des Europäischen Parlaments für den EU-Haushalt 2018

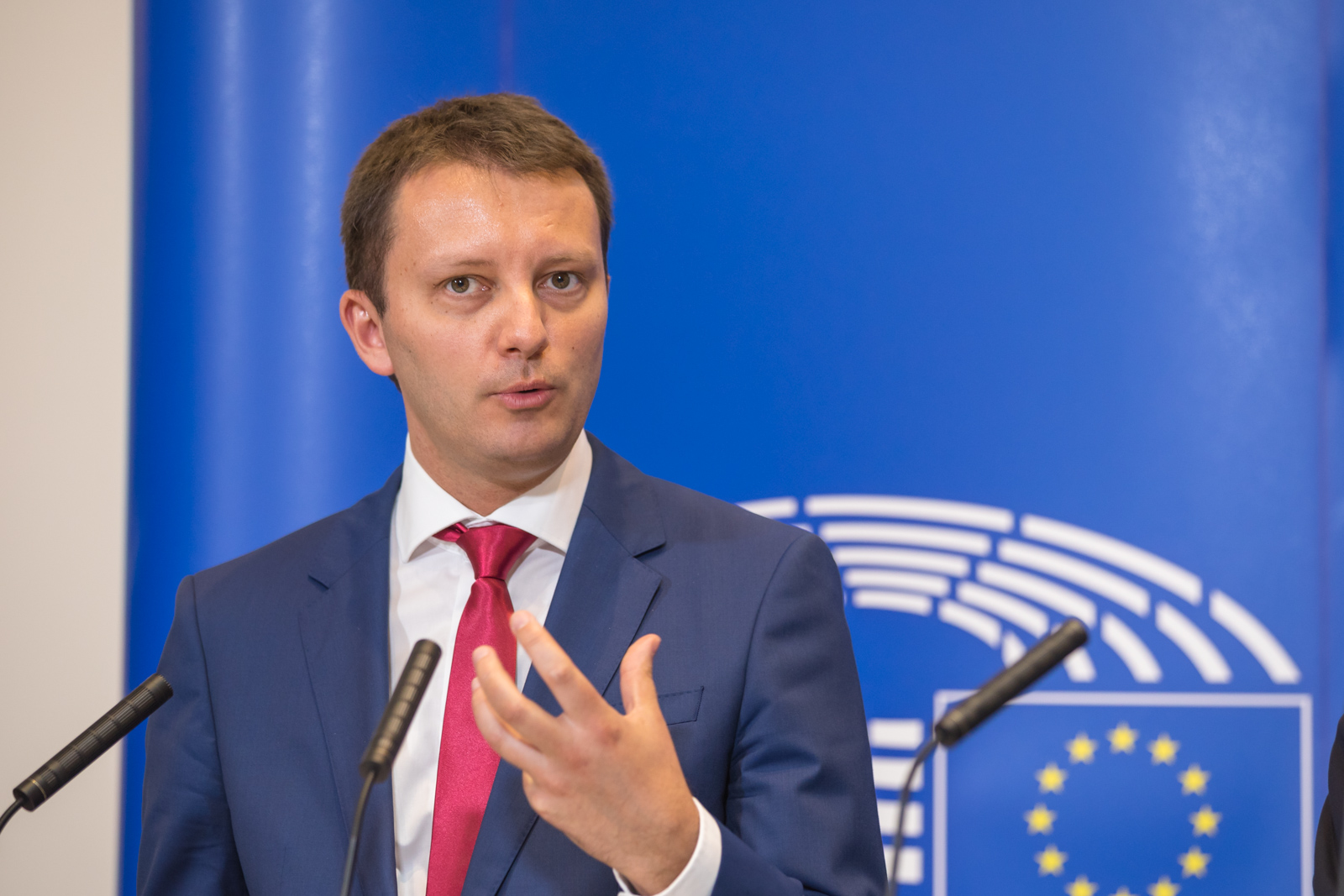
MdEP Siegfried Mureșan präsentiert den Entwurf für den EU-Haushalt 2018

Am 24. November 2016 ernannte der Haushaltsausschuss des Europäischen Parlaments Mureşan zum Berichterstatter des Europäischen Parlaments für den EU-Haushalt 2018. Er wurde als erster Rumäne zum Verhandlungsführer des Europäischen Parlaments für den jährlichen EU-Haushalt ernannt. Nach seiner Ernennung sagte Mureşan, seine Ziele für die bevorstehenden Verhandlungen seien die Fortsetzung der Finanzierung der wirtschaftspolitischen Prioritäten der EU mit Schwerpunkt auf Investitionen in Infrastruktur, Forschung und Innovation, die Schaffung von Arbeitsplätzen für junge Menschen und die Erhöhung der Sicherheit für die europäischen Bürger.
Nach mehr als 9-monatiger Verhandlungsphase verabschiedete das Europäische Parlament den EU-Haushalt 2018 in Höhe von 160,1 Mrd. EUR am 30. November 2017.
Verglichen mit dem ursprünglichen Vorschlag der Europäischen Kommission sieht der endgültige, von Mureşan verhandelte, EU-Haushalt 2018 eine Erhöhung der Programme vor, deren Hauptziele die Verringerung der Jugendarbeitslosigkeit und die Unterstützung von Forschung, Innovation und Sicherheit sind. Diese Aufstockung des Haushalts gilt auch für die östliche Nachbarschaft einschließlich der Republik Moldau. Im Vergleich zum Jahr 2017 sieht der Haushalt einen Anstieg der Zahlungen für Kohäsionspolitik um 54 % vor und würde damit insgesamt 46 Mrd. EUR erreichen.

## Verfechter für eine stärkere Unterstützung der Republik Moldau
Siegfried Mureşan ist Mitglied der Delegation im Parlamentarischen Assoziationsausschuss EU-Moldau und Förderer des proeuropäischen Pfades der Republik Moldau. Vom 8. bis 12. Dezember 2014 organisierte Mureşan eine moldauische Kunstausstellung im Europäischen Parlament in Brüssel mit dem Titel „Moldovan Art for Your Heart“. Unter den Künstlern, die ihre Arbeiten ausstellten, waren Elvira Cemortan-Volosin, Carmen Poenaru, Natalia Procop, Gutiera Prodan und Alexandru Medinschi.
Mureşans Änderungsanträge zum Bericht über die Arbeit der Europäischen Investitionsbank (EIB) für 2013, forderten die EIB auf, die Mittel für die östlichen Nachbarländer, einschließlich der Republik Moldau, aufzustocken. Der Bericht wurde am 9. März 2015 vom Haushaltsausschuss des Europäischen Parlaments angenommen.
Mureşan nahm als internationaler Beobachter an der Wahlbeobachtungsmission des Europäischen Parlaments während der beiden Präsidentschaftswahlgänge in der Republik Moldau am 30. Oktober 2016 und am 13. November 2016 teil. Nach der Mission erklärte Mureşan: „Gespräche mit Vertretern der Zivilgesellschaft und den Medien gingen vor allem um den Bedarf an mehr Transparenz in der Wahlkampffinanzierung für die Zukunft, damit ein ausgewogener Zugang für alle Medien sichergestellt und die Objektivität von Mediensendungen verbessert wird“.
Während des Treffens des Parlamentarischen Assoziationsausschusses EU-Moldau am 14. Dezember 2016 im Europäischen Parlament in Straßburg, sagte Mureşan, dass die Republik Moldau bessere Wahlbedingungen, eine transparente Finanzierung der politischen Parteien und einen fairen Zugang für alle Medien brauche.

## Reden während der Debatten im Europäischen Parlament über die rumänische Justiz
Mureşan kritisierte die von der rumänischen Regierung und dem rumänischen Parlament in den Jahren 2017 und 2018 ergriffenen Maßnahmen zur Änderung der Justizgesetzgebung. Er nahm an Protesten gegen die rumänische Regierung teil, die zwischen Januar 2017 und Februar 2018 in Bukarest und weiteren Städten des Landes sowie in Brüssel stattfanden. Während der Plenarsitzung des Europäischen Parlaments zu wichtigen politischen Fragen am 1. Februar 2017, sagte Mureşan: „Während wir diese Debatte führen, protestieren in Rumänien mehr als 300.000 Menschen auf der Straße in der Kälte gegen eine Notverordnung, die letzte Nacht von der rumänischen Regierung verabschiedet wurde, die wesentliche Änderungen des Strafgesetzbuches vornimmt, wie die Entkriminalisierung des Amtsmissbrauchs.“ Mureşan wiederholte seine Äußerung über die Proteste in Rumänien während der Debatte des Europäischen Parlaments über „Demokratie und Justiz in Rumänien“, die am 2. Februar 2017 stattfand.
Darüber hinaus betonte Mureşan während der Debatte des Europäischen Parlaments am 7. Februar 2018 über die „Bedrohung der Rechtsstaatlichkeit durch die Justizreform in Rumänien“ seine Unterstützung für die Protestierenden: „Die Realität in Rumänien ist wie folgt: Es gibt eine große Diskrepanz zwischen dem, was die Menschen wollen und was die Regierungskoalition will. Die Menschen wollen Gerechtigkeit und Rechtsstaatlichkeit. Sie wollen auch europäische Werte, während die Politiker der Regierung staatliche Institutionen schwächen und die Justiz unter ihre Kontrolle bringen wollen.“

## Privatleben
Seit September 2016 ist er mit Cătălina Manea verheiratet, die seit 2009 als Beauftragte für internationale Beziehungen beim Europäischen Amt für Betrugsbekämpfung (OLAF) tätig ist. Siegfried Mureşan spielt gerne Tennis und ist ein großer Fan des spanischen Tennisspielers Rafael Nadal.